# マット・ターナー (サッカー選手)
マシュー・チャールズ・ターナー（Matthew Charles Turner, 1994年6月24日 - ）は、アメリカ合衆国・ニュージャージー州パークリッジ出身のサッカー選手。ニューイングランド・レボリューション所属。アメリカ合衆国代表。ポジションはGK。

## 経歴

### ユース・大学時代
ニュージャージー州パークリッジで生まれたターナーは、セントジョセフ・リージョナル・ハイスクールに通っていた。
ターナーは大学生活をフェアフィールド大学で過ごした。大学では、39試合に出場し、21試合のクリーンシートを達成した。4年目のシーズンには、オール・メトロ・アトランティック・アスレチック・カンファレンスのセカンドチームに選出された。
大学生活で最も注目されたプレーは、2013年10月16日、アイオナとの対戦でオウンゴールというミスを犯してしまったプレーである。試合は2-1で敗れた。
また、プレミアデベロップメントリーグのジャージー・エクスプレスSCでプレーし、2014年にチームをPDL国内準決勝に導いた。

### クラブ

#### ニューイングランド・レボリューション
2016年のMLSスーパードラフトでは指名されなかったターナーだが、プレシーズントライアルを経て、2016年3月3日にMLSのニューイングランド・レボリューションとプロ契約を結んだ。4月29日にユナイテッドサッカーリーグのリッチモンド・キッカーズにレンタルで加入すると、翌日のトロントFCⅡ戦でプロデビューを果たした。
2018年3月3日、ニューイングランド・レボリューションの開幕戦であるフィラデルフィア・ユニオン戦でMLSデビューを果たした。試合は2-0で敗れたものの4セーブをマークする活躍をした。
2020年、ニューイングランド・レボリューションのファンはターナーにレボリューションチームMVPを、チームメイトはレボリューション・プレーヤー・オブ・ザ・イヤーを、レボリューションサポーターグループのミッドナイトライダーズはミッドナイトライダーズ・マン・オブ・ザ・イヤーを投票した。
2021年8月25日、2021年MLSオールスターゲームで、リーガMXのオールスター相手に2本のペナルティーキックをセーブする活躍をした。

#### アーセナル
2022年2月11日、ニューイングランド・レボリューションより同年6月下旬からプレミアリーグのアーセナルに加入する事が公式発表された。2022年6月27日、アーセナルからも移籍の公式発表がされた。背番号は30番。同年9月8日、UEFAヨーロッパリーグのFCチューリッヒ戦でアーセナルのトップチーム公式戦デビューを果たした。リーグ戦では、アーロン・ラムズデールの牙城を崩すことは出来ず、シーズン通して出場は無かった。

#### ノッティンガム・フォレスト
2023年8月9日、ノッティンガム・フォレストFCに完全移籍した。4年契約で、移籍金は約1000万ポンドとみられている。

#### クリスタル・パレス
2024年8月30日、クリスタル・パレスFCは、ノッティンガム・フォレストからのターンナーのレンタル移籍を発表した。契約期間は2024–25シーズンの終了までとなる。 彼は10月30日にクラブデビューを果たし、EFLカップのラウンド16でアストン・ヴィラFCと対戦。ヴィラ・パークでの試合で8本のセーブを記録し、チームの2-1の勝利に貢献した。

#### リヨン
2025年6月10日、オリンピック・リヨンに移籍した。
2025年8月1日、ニューイングランド・レボリューションにレンタルで復帰した。

## 代表経歴
2021年1月31日、トリニダード・トバゴ代表との親善試合で代表デビュー。2021 CONCACAFゴールドカップでは全6試合に出場し、アメリカ代表の優勝に貢献した。その大会のベストゴールキーパーに選ばれた。
2022年11月9日、2022 FIFAワールドカップのアメリカ代表メンバーに選出された。同大会では正守護神としてベスト16でオランダ代表に敗退するまでの全4試合に先発フル出場し、グループステージ突破に大きく貢献した。

## 人物
2020年にリトアニアのパスポートを取得。彼の曽祖母は第二次世界大戦中にリトアニアから移住してきた。父親の家族はユダヤ人で、入国審査の際に苗字がターナーに変更された。

## 個人成績

### クラブ
| クラブ                               | シーズン | リーグ戦 | リーグ戦 | リーグ戦 | カップ戦 | カップ戦 | リーグ杯 | リーグ杯 | その他 | その他 | 合計 | 合計 |
| クラブ                               | シーズン | リーグ   | 出場     | 得点     | 出場     | 得点     | 出場     | 得点     | 出場   | 得点   | 出場 | 得点 |
| ------------------------------------ | -------- | -------- | -------- | -------- | -------- | -------- | -------- | -------- | ------ | ------ | ---- | ---- |
| リッチモンド・キッカーズ (loan)      | 2016     | USL      | 7        | 0        | —        | —        | —        | —        | —      | —      | 7    | 0    |
| リッチモンド・キッカーズ (loan)      | 2017     | USL      | 20       | 0        | —        | —        | —        | —        | —      | —      | 20   | 0    |
| リッチモンド・キッカーズ (loan)      | 通算     | 通算     | 27       | 0        | 0        | 0        | 0        | 0        | 0      | 0      | 27   | 0    |
| ニューイングランド・レボリューション | 2018     | MLS      | 27       | 0        | 0        | 0        | —        | —        | —      | —      | 27   | 0    |
| ニューイングランド・レボリューション | 2019     | MLS      | 20       | 0        | 2        | 0        | —        | —        | 1      | 0      | 23   | 0    |
| ニューイングランド・レボリューション | 2020     | MLS      | 22       | 0        | —        | —        | —        | —        | 5      | 0      | 27   | 0    |
| ニューイングランド・レボリューション | 2021     | MLS      | 28       | 0        | —        | —        | —        | —        | 1      | 0      | 29   | 0    |
| ニューイングランド・レボリューション | 通算     | 通算     | 97       | 0        | 2        | 0        | 0        | 0        | 7      | 0      | 106  | 0    |
| 総通算                               | 総通算   | 総通算   | 124      | 0        | 2        | 0        | 0        | 0        | 7      | 0      | 133  | 0    |

1. 1 2  MLSカップ・プレーオフ
2. ↑  MLSイズ・バック・トーナメント グループステージ
3. ↑  MLSカップ・プレーオフ,MLSイズ・バック・トーナメント ノックアウトステージ

## 代表歴

### 出場大会
- アメリカ代表
  - 2022 FIFAワールドカップ

### 試合数
- 国際Aマッチ 52試合 0得点（2021年-）[22]

| アメリカ代表 | 国際Aマッチ | 国際Aマッチ |
| 年           | 出場        | 得点        |
| ------------ | ----------- | ----------- |
| 2021         | 13          | 0           |
| 2022         | 11          | 0           |
| 2023         | 13          | 0           |
| 2024         | 12          | 0           |
| 2025         | 3           | 0           |
| 通算         | 52          | 0           |

## タイトル

### クラブ
ニューイングランド・レボリューション
- サポーターズ・シールド: 2021

アーセナル
- FAコミュニティ・シールド: 2023

クリスタル・パレス
- FAカップ: 2024-25

### 代表
アメリカ合衆国代表
- CONCACAFゴールドカップ: 2021
- CONCACAFネーションズリーグ: 2022-23, 2023-24

### 個人
- CONCACAFゴールドカップ ゴールデン・グローブ賞: 2021
- CONCACAFゴールドカップ・ベストイレブン: 2021
- MLSオールスター: 2021
- MLSオールスターゲーム・MVP: 2021
- MLS最優秀ゴールキーパー賞: 2021
- MLSベストイレブン: 2021